# Escut de Sant Esteve de la Sarga
L'escut oficial de Sant Esteve de la Sarga va ser aprovat el 8 de febrer del 2005 i publicat al DOGC el 2 de març del mateix any, substituint l'escut antic, que era «partit, primer, d'atzur, una corona de príncep d'or; segon, d'or, quatre pals de gules».
L'escut oficial té el blasonament següent:
Escut caironat: de gules, un coll d'or envoltat de deu estrelles d'argent en orla. Per timbre, una corona mural de poble.

Escut usat anteriorment

El coll fa referència a la situació estratègica de Sant Esteve de la Sarga, al camí que permet franquejar el Montsec pel coll d'Ares, a causa de la dificultat que comporta el pas pel congost de Mont-rebei, obert a pic per la Noguera Ribagorçana a la serralada del Montsec. Les estrelles al·ludeixen als deu nuclis de població que formen el municipi.